# 15497 Lucca
15497 Lucca este un asteroid din centura principală de asteroizi.

## Descriere
15497 Lucca este un asteroid din centura principală de asteroizi. A fost descoperit pe 23 februarie 1999 la Monte Agliale de Saura Donati. El prezintă o orbită caracterizată de o semiaxă mare de 3,14 ua, o excentricitate de 0,11 și o înclinație de 2,7° în raport cu ecliptica.